# Ásmundarnúpur
Ásmundarnúpur är en bergstopp i republiken Island. Den ligger i regionen Norðurland vestra, 160 km norr om huvudstaden Reykjavík. Toppen på Ásmundarnúpur är 665 meter över havet.
Trakten runt Ásmundarnúpur är nära nog obefolkad, med mindre än två invånare per kvadratkilometer. Trakten runt Ásmundarnúpur består i huvudsak av gräsmarker.